# Maxim Leitsch
Maxim Leitsch (Essen, 18 maggio 1998) è un calciatore tedesco, difensore del Magonza e della nazionale Under-21 tedesca.

## Caratteristiche tecniche
È un difensore centrale.

## Carriera

### Club
Cresciuto nel settore giovanile del Bochum, debutta in prima squadra il 10 dicembre 2016 giocando l'incontro di 2. Bundesliga vinto 1-0 contro il Monaco 1860. Il 5 giugno 2020 segna la sua prima rete in carriera realizzando il gol del definitivo 2-0 contro il St. Pauli.

### Nazionale
Il 3 settembre 2020 debutta con la nazionale Under-21 tedesca giocando l'incontro di qualificazione per gli Europei Under-21 del 2021 vinto 4-1 contro i pari età della Moldavia.

## Statistiche
Statistiche aggiornate al 10 gennaio 2021.

### Presenze e reti nei club
| Stagione        | Squadra         | Campionato      | Campionato | Campionato | Coppe nazionali | Coppe nazionali | Coppe nazionali | Coppe continentali | Coppe continentali | Coppe continentali | Altre coppe | Altre coppe | Altre coppe | Totale | Totale | Totale |
| Stagione        | Squadra         | Comp            | Pres       | Reti       | Comp            | Pres            | Reti            | Comp               | Pres               | Reti               | Comp        | Pres        | Reti        | Pres   | Reti   |        |
| --------------- | --------------- | --------------- | ---------- | ---------- | --------------- | --------------- | --------------- | ------------------ | ------------------ | ------------------ | ----------- | ----------- | ----------- | ------ | ------ | ------ |
| 2016-2017       | Bochum          | 2L              | 2          | 0          | CG              | 0               | 0               |                    | -                  | -                  |             | -           | -           | 2      | 0      |        |
| 2017-2018       | Bochum          | 2L              | 10         | 0          | CG              | 1               | 0               |                    | -                  | -                  |             | -           | -           | 11     | 0      |        |
| 2018-2019       | Bochum          | 2L              | 8          | 0          | CG              | 1               | 0               |                    | -                  | -                  |             | -           | -           | 9      | 0      |        |
| 2019-2020       | Bochum          | 2L              | 15         | 1          | CG              | 0               | 0               |                    | -                  | -                  |             | -           | -           | 15     | 1      |        |
| 2020-2021       | Bochum          | 2L              | 33         | 0          | CG              | 2               | 0               |                    | -                  | -                  |             | -           | -           | 35     | 0      |        |
| 2021-2022       | Bochum          | BL              | 19         | 1          | CG              | 3               | 0               |                    | -                  | -                  |             | -           | -           | 22     | 1      |        |
| Totale Bochum   | Totale Bochum   | Totale Bochum   | 87         | 2          |                 | 7               | 0               |                    | -                  | -                  |             | -           | -           | 94     | 2      |        |
| 2022-2023       | Magonza         | BL              | 9          | 0          | CG              | 1               | 0               |                    | -                  | -                  |             | -           | -           | 10     | 0      |        |
| Totale carriera | Totale carriera | Totale carriera | 96         | 2          |                 | 8               | 0               |                    | -                  | -                  |             | -           | -           | 104    | 2      |        |

## Palmarès

### Club

#### Competizioni nazionali
- Campionato tedesco di seconda divisione: 1

Bochum: 2020-2021

### Nazionale
- Campionato d'Europa Under-21: 1

Ungheria/Slovenia 2021

### Cronologia presenze e reti in nazionale
| Cronologia completa delle presenze e delle reti in nazionale ― Germania under 21 | Cronologia completa delle presenze e delle reti in nazionale ― Germania under 21 | Cronologia completa delle presenze e delle reti in nazionale ― Germania under 21 | Cronologia completa delle presenze e delle reti in nazionale ― Germania under 21 | Cronologia completa delle presenze e delle reti in nazionale ― Germania under 21 | Cronologia completa delle presenze e delle reti in nazionale ― Germania under 21 | Cronologia completa delle presenze e delle reti in nazionale ― Germania under 21 | Cronologia completa delle presenze e delle reti in nazionale ― Germania under 21 |
| Data                                                                             | Città                                                                            | In casa                                                                          | Risultato                                                                        | Ospiti                                                                           | Competizione                                                                     | Reti                                                                             | Note                                                                             |
| -------------------------------------------------------------------------------- | -------------------------------------------------------------------------------- | -------------------------------------------------------------------------------- | -------------------------------------------------------------------------------- | -------------------------------------------------------------------------------- | -------------------------------------------------------------------------------- | -------------------------------------------------------------------------------- | -------------------------------------------------------------------------------- |
| 3-9-2020                                                                         | Wiesbaden                                                                        | Germania under 21                                                                | 4 – 1                                                                            | Moldavia under 21                                                                | Qual. Europeo Under-21 2021                                                      | -                                                                                | 78’                                                                              |
| 8-9-2020                                                                         | Lovanio                                                                          | Belgio under 21                                                                  | 4 – 1                                                                            | Germania under 21                                                                | Qual. Europeo Under-21 2021                                                      | -                                                                                |                                                                                  |
| 12-11-2020                                                                       | Braunschweig                                                                     | Germania under 21                                                                | 1 – 1                                                                            | Slovenia under 21                                                                | Amichevole                                                                       | -                                                                                |                                                                                  |
| Totale                                                                           |                                                                                  | Presenze                                                                         | 3                                                                                |                                                                                  | Reti                                                                             | 0                                                                                |                                                                                  |